# Anne af Storbritannien (1709-1759)
|  | For den britiske regent 1702-1707, se Anne af Storbritannien |
Anne af Storbritannien, også kendt som Anne af Hannover (nederlandsk: Anna van Hannover), (2. november 1709 – 12. januar 1759) var en britisk prinsesse, der var gift med Fyrst Vilhelm 4. af Oranien, statholder i De Forenede Nederlande. Som enke var hun Nederlandenes regent fra 1751 til 1759 på vegne af sin mindreårige søn, Vilhelm 5. Som regent blev hun tillagt britiske sympatier på grund af sin engelske opvækst og familieforbindelser, men hun formåede ikke at overbevise den nederlandske republik om at deltage i Syvårskrigen på britisk side.

## Biografi

### Princess Royal af Storbritannien
Prinsesse Anne blev født den 2. november 1709 på Herrenhausen Slot nær Hannover i Kurfyrstendømmet Hannover som det andet barn og den ældste datter af den daværende kurprins Georg af Hannover i hans ægteskab med Caroline af Ansbach. Annes farfar, kurfyrst Georg Ludvig af Hannover, blev konge af Storbritannien i 1714, mens faderen blev britisk tronfølger. Samme år flyttede Anne med resten af familien til London. Hendes far blev britisk konge i 1727. Samme år blev hun tildelt titlen Princess Royal, en britisk titel der kan tildeles den ældste datter af britiske konger eller regerende dronninger.

### Regent af Nederlandene
Prinsesse Annes mand (arvestatholder Vilhelm 4. af Oranien) døde i 1751. I resten af sit liv var Anne regent af Nederlandene (som formynder for sin mindreårige søn Vilhelm 5. af Oranien). 

## Børn og efterslægt
Prinsesse Anne og arvestatholder Vilhelm 4. fik fem børn, men det var kun to, der nåede at blive voksne:
- Caroline af Oranien-Nassau-Diez, gift med regerende fyrste Karl Christian af Nassau-Weilburg. Storhertug Adolf 1. af Luxembourg (regerede 1890 – 1905) var deres sønnesøns søn.
- Vilhelm 5. af Oranien, gift med Vilhelmine af Preussen (en søster til kong Frederik Vilhelm 2. af Preussen). Vilhelm 5. og Vilhelmine blev forældre til kong Vilhelm 1. af Nederlandene (også storhertug af Luxembourg i 1815 – 1840).

Prinsesse Anne og arvestatholder Vilhelm 4. er forfædre til samtlige storhertuger og regerende storhertuginder af Luxembourg siden 1815.

## Eksterne links
- Wikimedia Commons har flere filer relateret til Anne af Storbritannien (1709-1759)